# The Bells
The Bells là nhóm nhạc kết hợp nam nữ theo đội hình 2 nữ và 1 nam, họ nhóm nhạc thuộc thể loại pop và hip hop của Việt Nam, toàn bộ thành viên của nhóm đều xuất thân là vũ công. Họ hoạt động vào thập niên 2000 và nổi tiếng với những ca khúc vui tươi, trẻ trung, trang phục hợp mốt, The Bells được nhìn nhận là nhóm nhạc thời trang được giới trẻ ưa thích.

## Hoạt động
The Bells thành lập ngày 24 tháng 12 năm 1999 với 3 thành viên Minh Du, Quang Huy và Mai Thanh đều là vũ công của vũ đoàn ABC, nhóm xác định đối tượng khán giả chủ yếu sẽ là giới trẻ nên các ca khúc và phong cách biểu diễn họ lựa chọn sẽ phải sôi động và vui nhộn. Thời gian đầu nhóm hoạt động theo phong cách Teen pop và dance sau hai album Tiếng chuông ngân và The Bell Vol.2. Thời điểm năm 2001, The Bells được xem là 1 trong 3 nhóm nhạc được yêu thích nhất tại Thành phố Hồ Chí Minh, cùng với hai nhóm nhạc nam là MTV và 1088.
Ngày 8 tháng 5 năm 2003, cả nhóm thông báo tan rã khi Mai Thanh kết hôn với nhạc sĩ Vĩnh Tâm và sinh con, Minh Du được nhận vai chính trong vở kịch Những việc quan trọng của sân khấu 5B Võ Văn Tần và phát triển sự nghiệp riêng, thành viên nam duy nhất là Quang Huy cũng tuyên bố rời nhóm. Trước lần tan rã này, The Bells từng được bình chọn là nhóm hát được yêu thích nhất của chương trình Câu lạc bộ Bạn trẻ yêu nhạc chiều thứ năm của Nhà hát Bến Thành.
Đầu năm 2004, The Bells tái hợp với sự trở lại của Quang Huy, vị trí của Minh Du được thay thế bởi Đài Trang, thành viên của vũ đoàn Hoàng Thông. Nhóm có được sự đỡ đầu về chuyên môn của nhạc sĩ Vĩnh Tâm, đồng thời thay đổi sang phong cách âm nhạc sang Hip hop và R&B với album The Bells Vol.3. Năm 2005, Quang Huy rời nhóm và được thay thế bởi Phước Huy, vũ công của vũ đoàn Hoàng Thông. Từ đây bắt đầu thời kỳ đỉnh cao của nhóm với Giải Mai Vàng năm 2006 và sự thành công của album Vol.4 cùng ca khúc "Mây và Núi". "Mây và Núi" được nhận xét là một thể nghiệm hip-hop Việt hóa của The Bells, gây sự tò mò thích thú cho khán giả, bởi hình thức kể chuyện được làm mới bằng tiết tấu hiện đại. Tháng 5 năm 2006, The Bells được kênh truyền hình JSL của Thái Lan mời sang tham gia chương  trình "Hip hop show", tại đây nhóm biểu diễn các ca khúc của mình và giới thiệu ca khúc "Du lịch cùng tôi" do thành viên Mai Thanh sáng tác.

## Tan rã
Ngày 20 tháng 8 năm 2008, The Bells ra thông báo chính thức tan rã. Trưởng nhóm Mai Thanh cho biết, "không có nguyên nhân nào làm The Bells tan rã ...chỉ có điều phải đến lúc kết thúc", và vì phong cách không còn phù hợp với các thành viên của nhóm. Người tiên phong hát solo là Phước Huy, với album đầu tay mang tên Tắc kè, anh cũng chính thức đổi nghệ danh thành Takej Minh Huy, như để chứng minh sự gắn kết vẫn còn giữa các thành viên, cả Mai Thanh và Đài Trang đều góp mặt trong album này.
Dịp Giáng Sinh năm 2011, các thành viên Đài Trang, Takej Minh Huy và Mai Thanh tham gia chương trình ca nhạc mừng Noel và năm mới ở Thành phố Hồ Chí Minh, cùng thể hiện những ca khúc làm nên tên tuổi của nhóm, đây là lần hiếm hoi nhóm được tái hợp.

## Album
| Năm  | Album           | Tựa đề khác                   | Chú thích |
| ---- | --------------- | ----------------------------- | --------- |
| 2002 | The Bells Vol.1 | Album nhóm Tiếng chuông Vol.1 | [ 12 ]    |
| 2002 | The Bells Vol.2 | Album nhóm Tiếng chuông Vol.2 | [ 12 ]    |
| 2004 | The Bells Vol.3 |                               |           |
| 2006 | The Bells Vol.4 |                               | [ 13 ]    |

## Giải thưởng
Tháng 3 năm 2004, nhóm The Bells được vinh danh tại chương trình "Hành trình 30 năm Giải Mai Vàng" cùng với các cá nhân và đại diện tác phẩm từng giành giải Mai Vàng.
| Năm  | Giải thưởng                 | Hạng mục                      | Kết quả   | Chú thích |
| ---- | --------------------------- | ----------------------------- | --------- | --------- |
| 2003 | Ngôi sao Bạch Kim lần thứ 1 | Nhóm nhạc được yêu thích nhất | Đề cử     | [ 15 ]    |
| 2006 | Giải Mai Vàng               | Nhóm hát                      | Đoạt giải | [ 16 ]    |
| 2007 | HTV Award                   | Nhóm nhạc                     | Đề cử     | [ 17 ]    |